# Palaeospheniscus wimani

## Palaeospheniscus wimani
? - Palaeospheniscus wimani definitore, anno, località definizione.

### Sistematica
Monotipico

## Status e conservazione
Fossile